# Air Putih Ulu
Air Putih Ulu is een bestuurslaag in het regentschap Musi Banyuasin van de provincie Zuid-Sumatra, Indonesië. Air Putih Ulu telt 2380 inwoners (volkstelling 2010).